# Henri-Augustin Gambard
Henri-Augustin Gambard né à Sceaux le 20 octobre 1819 et mort à Paris le 12 octobre 1882 est un peintre français.

## Biographie
Henri-Augustin Gambard est le fils de Claude Marie Gambard, capitaine, et d'Henriette Élisabeth Valentin. Il est élève à l'École des beaux-arts de Paris dès 1839 et y étudie d'abord dans l'atelier d'Émile Signol, puis dans celui de Paul Delaroche. Il expose au Salon de Paris de 1845 à 1869. En 1843, il remporte le second grand prix de Rome avec son œuvre Œdipe s'exilant de Thèbes.
En 1850, il épouse Élisabeth Pierrette Dutilleux. Leur fils Ary Gambard sera artiste peintre.
Il meurt à son domicile de la rue Saint-Jacques le 12 octobre 1882 à Paris.

## Œuvres
- Œdipe s'exilant de Thèbes, 1843, huile sur toile, 146,7 × 114 cm, Detroit, Detroit Institute of Arts[5].
- La Maladie d'Alexandre ou Alexandre et son médecin Philippe, 1846, huile sur toile, Philadelphie, La Salle University Art Museum (en)[6].
- Esquisse pour le palais de justice de Paris : le Christ en croix, 1874, Paris, Petit Palais[7].